# باد ما را خواهد برد
باد ما را خواهد برد، فیلمی ایرانی به کارگردانی و تهیه کنندگی عباس کیارستمی به همراه مارین کارمیتز و بازیگری بهزاد دورانی، محصول سال ۱۳۷۸ خورشیدی است. این فیلم برندهٔ جایزهٔ بزرگ هیئت داوران و جایزه فیپرشی جشنواره فیلم ونیز شد.
نام فیلم برگرفته از شعری از فروغ فرخزاد است.

## داستان
بهزاد، کیوان، علی و جهان که اعضای یک گروه فیلمسازی هستند برای ساخت فیلمی با موضوع مراسم سوگواری محلی از تهران به روستاهای کردنشین سیاه‌دره و شاهپورآباد در بخش دینور، دهستان حر در کرمانشاه می‌روند و در انتظار مرگ پیرزنی در حال احتضار می‌مانند. آنها برای شخصی به نام خانم گودرزی کار می‌کنند. روستاییان تصور می‌کنند که آن‌ها برای یافتن گنج آمده‌اند و بهزاد، تنها عضو گروه که چهره اش دیده می‌شود نیز بدش نمی‌آید که مردم چنین تصوری داشته باشند. تنها چیزی که در او و دوستانش دیده می‌شود، حالتی از انتظار برای رخ‌دادن یک حادثه است. گاهی او از پشت بام‌ها، خود را به کنار خانهٔ پیرزنی می‌رساند که در آستانهٔ مرگ است و فرزندانش در آنجا جمع شده‌اند و اندوهگین و منتظرند و گاهی نیز برای صحبت کردن با تلفن همراه، ناچار است به گورستان روستا که روی قلهٔ تپهٔ مجاور قرار دارد برود. در آنجا، جوانی در حال حفر یک گودال است. سرانجام، در حالی که به نظر می‌رسد همراهان بهزاد از انتظار خسته‌شده و رفته‌اند، با ریزش گودال، جوان حفار زخمی می‌شود و پیرزن روستایی حالا در حال مرگ است اما بهزاد دیگراز تصمیم خود برای فیلمبرداری از مراسم تدفین صرف نظر کرده و فقط به گرفتن چند عکس از مردم روستا بسنده می‌کند و سپس به تهران بازمی‌گردد، در پایان فیلم در راه بازگشت بهزاد تکه استخوانی را که در گورستان روستا پیدا کرده به داخل آب روانی پرتاب می‌کند و مشخص می‌شود بهزاد دیگر یک مرد جوان شهری است که در این روستای دورافتاده به درک تازه‌ای از فلسفهٔ تولد و زندگی دست یافته‌است.

## تحلیل
- این فیلم به‌عنوان یکی از ۵۰ اثر برتر سینمای جهان در دههٔ گذشتهٔ میلادی توسط جشنواره فیلم تورنتو انتخاب شد.
- جایزه بزرگ سندیکای بلژیک نیز به این فیلم اهدا شد.
- جشنواره فیلم تورنتو در قالب برنامه‌ای به نام «سینماتک»، فهرست ۵۰ فیلم برتر دههٔ آخر هزارهٔ دوم میلادی را با نظرسنجی از ۶۰ کارشناس فیلم از سراسر جهان انتخاب کرد که در این لیست باد ما را خواهد برد، قرار دارد.
- در نظرسنجی سال ۲۰۱۲ انستیتوی فیلم بریتانیا، شش منتقد، از جمله جاناتان رزنبام، باد ما را خواهد برد را به عنوان یکی از ۱۰ فیلم مورد علاقه خود انتخاب کردند.
- مایکل اتکینسون، بعد از دیدن این فیلم در روز اول سال ۲۰۰۰ گفت: این فیلم بهترین فیلم امسال است، حتماً آن را ببینید.
- روزنامه اشتوتگارت در مقاله ای فیلم را به عنوان یک شاهکار توصیف می‌کند.
- برخی از منتقدان، مانند ادوارد گاتمن از سان فرانسیسکو کرونیکل، می‌گویند که این فیلم برای حضور در این مکان‌ها طولانی است.
- فتوگراماس نمره پنج از پنج را به این فیلم اهدا کرد.[۲]

## جوایز
- نامزد جایزه بهترین فیلم خارجی زبان انجمن منتقدان فیلم شیکاگو ۲۰۰۱
- برنده جایزه منتقدان استونی جشنواره فیلم شب‌های سیاه تالین ۲۰۰۰
- نامزد جایزه بهترین فیلم از نگاه مردم جشنواره بین‌المللی فیلم تورنتو ۱۹۹۹
- مقام دوم ده فیلم برتر سال کایه دو سینما ۱۹۹۹
- برنده جایزه سنبله طلایی جشنواره بین‌المللی فیلم والادولید ۱۹۹۹
- برندهٔ جایزهٔ بزرگ هیئت داوران و جایزه فیپرشی جشنواره فیلم ونیز ۱۹۹۹
- برنده جایزه سینما ونیر جشنواره فیلم ونیز ۱۹۹۹
- نامزد جایزه شیر طلایی جشنواره فیلم ونیز ۱۹۹۹
- نامزد جایزه قورباغه طلایی بهترین فیلم‌برداری کامریمیج ۱۹۹۹
- نامزد جایزه بهترین فیلم خارجی زبان جایزه مستقل اسپریت ۱۹۹۹
- نامزد جایزه بهترین فیلم ویلج ویس ۱۹۹۹